# Oulainen
Oulainen este o comună din Finlanda.